# ریخان سه
ریخان سه، روستایی در دهستان میانکوه شرقی بخش افرینه شهرستان معمولان در استان لرستان ایران است.

## جمعیت
بر پایه سرشماری عمومی نفوس و مسکن در سال ۱۳۹۵، جمعیت این روستا برابر با ۲۰ نفر (۸ خانوار) بوده‌است.